# Fenpiclonil
Le fenpiclonil est un fongicide appartenant à la famille des phénylpyrroles.